# 홍영철 (조직폭력배)
홍영철(洪英喆, 1925년 ~ 1998년)은 대한민국의 조직폭력배이다.

## 홍영철이 나오는 작품
- 《무풍지대》(1989) (배우: 김호영)
- 《야인시대》(2002) (배우: 이영재)